# Harriet Walter
Harriet Mary Walter DBE (Londres, 24 de setembro de 1950) é uma atriz inglesa, conhecida por sua participação na série The Crown.